# Арктична зеленка
Арктичната зеленка (Somatochlora arctica) е вид насекомо от семейство Corduliidae. Населява торфени водоеми с гъсто обрасла водна повърхност. Възрастните индивиди се срещат през юли и август и са активни само през деня. Придържат се ниско над растенията и се придвижват с плавен полет. Този вид живее в блата и снася яйцата си в много малки вдлъбнатини, напълнени с вода. Ловува между дърветата и избягва откритите пространства.
Арктичната зеленка е застрашен вид в България и е включен в „Червената книга на България“.

## Разпространение
Среща се в Ирландия и Шотландия на запад през Северна Европа и Северна Азия до полуостров Камчатка и о. Хокайдо на изток. На юг ареалът е разкъсан и обхваща планинските вериги на Пиренеите, Алпите, Карпатите, Рила и Кавказ.